# Venezillo steenbrasi
Venezillo steenbrasi är en kräftdjursart som först beskrevs av Barnard 1932.  Venezillo steenbrasi ingår i släktet Venezillo och familjen Armadillidae. Inga underarter finns listade i Catalogue of Life.